# Líviusz
A Líviusz latin származású férfinév. Nemzetségnévből származik, jelentése bizonytalan, lehet: ólomszürke, kékes, vagy: irigy, rosszakaratú.  A Líviusz női névpárja a Lívia.

## Rokon nevek
- Liviusz:[1] a Líviusz alakváltozata.

## Gyakorisága
Az 1990-es években szórványos név, a 2000-es években nem szerepel a 100 leggyakoribb férfinév között.

## Névnapok
- szeptember 23.[2]
- november 12.[2]

## Híres Líviuszok és Liviuszok
- Gyulai Líviusz Kossuth-díjas grafikusművész
- Varga Livius zenész